# Акійосі Мацуї

Акійосі Мацуї (яп. 松井 章圭, кор. 문장규, *15 січня 1963, Токіо, Японія) — японський майстер карате Кіокушинкай, відомий також як Шьокей Мацуї та за корейським ім'ям Мун Джан Гю. Чинний Канчо (директор) Міжнародної організації карате Кіокушинкайкан (IKO), заснованої Масутацу Оямою.

## Біографія
Народився 15 січня 1963 року в Токіо, Японія. У 13 років розпочав тренування з карате Кіокушинкай, приєднавшись у 1976 році до додзьо Кіта Нагареяма в префектурі Тіба. Вже через трохи більше року здобув чорний пояс першого дана (Шодан).
У 1980 році, у віці 17 років, посів четверте місце на 12-му Відкритому чемпіонаті Японії з карате. У 1981 та 1982 роках здобув третє місце на цьому ж турнірі, а в 1983 — восьме місце. У 1984 році посів третє місце на 3-му Відкритому чемпіонаті світу з карате.
У 1985 та 1986 роках виграв Відкритий чемпіонат Японії з карате. У 1987 році успішно пройшов випробування «Гяку Нін Куміте» — 100 послідовних поєдинків, що є надзвичайно складним досягненням навіть серед досвідчених каратистів. Того ж року став чемпіоном світу на 4-му Відкритому чемпіонаті світу з карате, ставши наймолодшим чемпіоном в історії турніру.

## Лідерство в IKO
У травні 1992 року відкрив власне додзьо в районі Асакуса, Токіо, і був призначений Масутацу Оямою керівником філії. Після смерті Оями у 1994 році Мацуї був призначений Канчо (директором) Міжнародної організації карате Кіокушинкайкан (IKO). Під його керівництвом організація продовжила розвиватися, зберігаючи традиції та філософію, закладені Оямою, та адаптуючи їх до сучасних умов.

## Досягнення
1980 — 4-те місце на 12-му Відкритому чемпіонаті Японії з карате
1981 — 3-тє місце на Відкритому чемпіонаті Японії з карате
1982 — 3-тє місце на Відкритому чемпіонаті Японії з карате
1983 — 8-ме місце на Відкритому чемпіонаті Японії з карате
1984 — 3-тє місце на 3-му Відкритому чемпіонаті світу з карате
1985 — 1-ше місце на Відкритому чемпіонаті Японії з карате
1986 — 1-ше місце на Відкритому чемпіонаті Японії з карате
1987 — 1-ше місце на 4-му Відкритому чемпіонаті світу з карате
1987 — успішне проходження випробування «Гяку Нін Куміте»